# Robert Elias Fries
(Klas) Robert Elias Fries (1876 - 29 de gener de 1966), era fill de Theodor Magnus Fries (1832–1913) i el net d'Elias Magnus Fries (1794–1878)
va ser un expert en fongs. es va especialitzar en la botànica i era membre de la British Mycological Society. Va treballar per al Museu botànic de la Universitat d'Uppsala, el Museu i Jardí Botànic de Berlin-Dahlem, el Natural History Museum (BM) i Royal Botanic Gardens, Kew (K), entre d'altres.
Va recollir plantes des de 1901 a 1923 per Europa: Suècia; Àfrica Tropical: Kenya; Bolívia; i l'Argentina. De vegades treballava am el seu pare o el seu germà Thore Christian Elias Fries (1886–1931).
En el curs de l'expedició sueca de 1901-1902 a l'Argentina i Bolívia va travessar el desert del Chaco, i else Andes.
Va publicar obres de micologia, la geografia de les plantes i la sistemàtica.